# Vanessa Rubio (actriz)
Vanessa Rubio (Nueva Jersey, 6 de diciembre de 1983) es una actriz y directora de cine estadounidense de origen colombiano. Es más conocida por interpretar el papel de Carmen Díaz en la serie web Cobra Kai, de Netflix.

## Carrera
Rubio nació en Nueva Jersey, hija de padres colombianos. A finales de la década de 2000 actuó en algunos cortometrajes y vídeoclips, realizando además pequeñas apariciones a comienzos de la década de 2010 en series de televisión como Celebrity Ghost Stories (2012), Deception y Golden Boy (2013). En 2015 interpretó el papel de Anna en la película The Girl Is in Trouble y un año después encarnó a la esposa de David en la comedia romántica How to Be a Single de Christian Ditter. Ese mismo año interpretó el papel de Bella en la cinta The Hudson Tribes.
Tras aparecer en las series de televisión Gone y Master of None, Rubio fue escogida en 2018 para interpretar el papel de Carmen Díaz, madre de uno de los protagonistas e interés amoroso de Johnny Lawrence en la serie de televisión Cobra Kai. El 2019 además apareció en dos largometrajes, Blood Bound en el papel de Elicia y The System en el papel de la oficial Toscana. En 2010 debutó en el rol de directora con el cortometraje Liv & Josh, el cual también se encargó de escribir y producir.

## Filmografía

### Como actriz
- 2009 - Cred (corto)
- 2009 - The Wrong Thing (corto)
- 2012 - Celebrity Ghost Stories (serie documental)
- 2012 - Straight Outta Wall Street (corto)
- 2013 - Golden Boy
- 2013 - Deception
- 2014 - The Re-Gift (corto)
- 2014 - 20-Something
- 2015 - But We're Okay (corto)
- 2015 - Je t'aime, Jean (corto)
- 2015 - The Girl Is in Trouble
- 2016 - The Hudson Tribes
- 2016 - Life, Coached
- 2016 - The Strike
- 2016 - How to Be Single
- 2017 - Master of None
- 2018 - Lucid (corto)
- 2018 - Gone
- 2018-presente - Cobra Kai
- 2019 - The System (telefilme)
- 2019 - Blood Bound
- 2020 - Chilling Aventures of Sabrina
- 2021 - Bonding

### Como directora
- 2010 - Liv & Josh